# Río Chambo
Der Río Chambo ist der ca. 130 km lange rechte Quellfluss des Río Pastaza in Zentral-Ecuador. Im Oberlauf heißt der Fluss auch Río Atillo und Río Cebadas.

## Flusslauf
Der Río Chambo hat seinen Ursprung in der Provinz Chimborazo in dem etwa 3400 m hohen Bergsee Laguna Atillo in der Cordillera Real. Weiter südlich befinden sich die Bergseen Lagunas de Osogoche, die über den Río Osogoche zum Río Chambo abfließen. Er durchfließt das zentrale Hochtal von Ecuador in nördlicher Richtung. Die Fernstraße E46 (Riobamba–Macas) verläuft entlang dem Oberlauf. Bei Flusskilometer 78 mündet der Río Guamote linksseitig in den Fluss. Bei Flusskilometer 45 verläuft der Río Chambo zwischen der Kleinstadt Chambo und der 6 km westlich gelegenen Großstadt Riobamba. Der Río Chambo trifft schließlich in der Provinz Tungurahua 5,7 km westlich von Baños auf den von Norden kommenden Río Patate, mit welchem er sich zum Río Pastaza vereinigt. Das Einzugsgebiet umfasst etwa 3500 km².